# Hudson River Park
Hudson River Park è un parco situato lungo il fiume Hudson ed è parte del Manhattan Waterfront Greenway che si estende a sud a partire dalla 59esima Strada fino a Battery Park, sito nel quartiere newyorkese di Manhattan.

## Descrizione
È una collaborazione congiunta tra lo stato e la città di New York. Si tratta di un parco di 550 acri (2,2 km²) che si estende per 4,5 miglia (7,2 km). Si classifica come il secondo parco più grande di Manhattan dopo Central Park. Il parco è sorto come parte del progetto di sostituzione della West Side Highway a seguito dell'abbandono del progetto della Westway.
I percorsi ciclabili e pedonali, i quali attraversano il parco da nord a sud, rendono il lungomare fruibile per uso ricreativo. Il parco comprende dei campi da tennis e da calcio, campi di baseball, aree per bambini, aree dedicate ai cani e molte altre attrazioni. Il parco comprende anche diversi moli ricostruiti lungo il fiume North, precedentemente utilizzati per il trasporto marittimo.